# О’Коннор, Стивен
Сти́вен О’Ко́ннор (англ. Stephen O’Connor, род. 16 октября 1972 года) — ирландский бывший профессиональный игрок в снукер.

## Карьера
В 1990 году О’Коннор, которому тогда было 18 лет и 40 дней, выиграл чемпионат мира IBSF. До сих пор Стивен остаётся самым молодым игроком, победившим на этом турнире. После этого достижения, в 1991 году он стал профессионалом, но больше не добился значимых результатов. Лучшее достижение О’Коннора — 1/16 финала чемпионата мира в 1993 году. Кроме того, он ещё несколько раз выходил в финальные стадии рейтинговых турниров, а в 1994, на Welsh Open Стивен стал участником ещё одного рекорда — в квалификационном матче против Клиффа Торбурна соперники разыграли самый длинный на то время фрейм в истории профессиональных турниров (92 минуты и 59 секунд). Фрейм, а затем и матч выиграл О’Коннор. Лучший рейтинг Стивена — 68-й (сезон 1994/95).